# التعليم المستقل
TVO ILC ( مركز التعلم المستقل ) هو مقاطعة أونتاريو الكندية المعينة التي تم توفيرها للتعليم عن بعد والمزود الحصري لإختبار تطوير التعليم العام (GED) في أونتاريو .
TVO ILC تمتلك تفويض من وزارة التعليم في أونتاريو لتوفير: مصدر بديل للتعليم العام باللغتين الإنجليزية والفرنسية. كما تمتلك الخدمات المكملة والمعادلة لمجالس المدارس العامة، مثل تقديم الدورات الائتمانية ، وتقديم دعم الطلاب ومنح دبلوم مدرسة أونتاريو الثانوية (OSSD)، والتعليم المعزز بالتكنولوجيا عن طريق استخدام وسائل الإعلام الجديدة لتوفير موارد التعلم عبر الإنترنت وتسهيل دعم الطلاب في التعلم المدمج التنسيق واختبار GED.

## نظام الخدمة

### الدورات التدريبية
تُقدم TVO ILC دورات التعليم عن بعد المعتمدة من قبل وزارة التعليم في أونتاريو، والتي تتضمن دورات ائتمان المدارس الثانوية المدرجة في الدليل الإلكتروني،  دورات معتمدة وغير معتمدة في اللغة الإنجليزية كلغة ثانية (ESL).
يمكن للطلاب الحصول على دبلوم مدرسة أونتاريو الثانوية عند إكمال دورة المدرسة الثانوية في مركز اللغة الإنجليزية الدولي بنجاح. حيث أن الدورات متاحة في كل المسارات: الأكاديمية والتطبيقية والمفتوحة للصفين 9 و 10 ؛ الإعداد للكلية ، والإعداد الجامعي، والإعداد في أماكن العمل، والمفتوحة للصفين 11 و 12. يمكن لدورة لجنة القانون الدولي أن تساعد الطلاب في الترتيب لإتمام اختبار تعليم القراءة والكتابة في مدرسة أونتاريو الثانوية وأنشطة المشاركة المجتمعية.

### اختبار GED
يتيح اختبار GED للبالغين، الذين تبلغ أعمارهم 18 عامًا أو أكثر، والذين تركوا المدرسة لأكثر من عام واحد، ولم يكملوا المدرسة الثانوية، بفرصة إثبات أنهم اكتسبوا للمعرفة والمهارات المرتبطة بإكمال المرحلة الثانوية والتي يمكن مقارنتها بها. للحصول على شهادة معادلة مدرسة GED Ontario الثانوية، يجب على المرشح إكمال سلسلة من الاختبارات التي تغطي الرياضيات والعلوم والقراءة والكتابة ومهارات التفكير النقدي. تدير TVO ILC اختبار GED في مواقع حول أونتاريو.

### الخدمات التعليمية
يقدم TVO ILC تقييمًا للتعلم المسبق ونصائح الاعتراف للطلاب الناضجين (PLAR) ، لمساعدة المتعلمين البالغين في الحصول على أرصدة من خلال الحصول على خبراتهم التعليمية السابقة، التي اكتسبت خارج المدرسة الثانوية في أونتاريو، وتم تقييمها والاعتراف بها على أنها تعادل ائتمانات المدارس الثانوية في أونتاريو.

## الجوائز
- 2001 جائزة التميز للاستفادة من التكنولوجيا لتعزيز التعليم ، عرض تقديم جوائز أونتاريو لتكنولوجيا المعلومات كجوائز تمكينية
- 2005 جائزة التميز، رابطة تعليم تكنولوجيا الإعلام في التعليم في كندا
- 2007 جائزة الإعلام الكندية الجديدة للتميز في التعليم
- جائزة الإنجاز المتميز لعام 2010، [6] فئة التعليم، جوائز الوسائط التفاعلية.[7]

## التاريخ والأصول
تم تأسيس لجنة القانون الدولي في عام 1926 عندما أنشأت وزارة التعليم في أونتاريو دورات من خلال المراسلة لأطفال المدارس الابتدائية الذين يعيشون في مجتمعات معزولة في شمال أونتاريو. كما تم إنشاء "برنامج سيارة مدرسة للسكك الحديدية" لخدمة الأطفال في المناطق المعزولة ولكن على طول خطوط السكك الحديديةفي ذلك العام. "كان المعلم وعائلته يعيشون في عربة القطار، التي كانت جزءًا من CP Rail . . . لقد انتقلوا من محطة إلى أخرى، وعلموا أطفال عمال المناجم وقاطعي الأشجار الذين يعيشون في مجتمعات على طول خطوط السكك الحديدية. "  كان للبرامج هدف مشترك - وهو توفير التعليم للأطفال في المجتمعات المعزولة.
بحلول الخمسينيات من القرن الماضي، توسع برنامج الدورة التدريبية من خلال المراسلة لكي يشمل مجموعة كاملة من دورات المدارس الثانوية التي تسمح للطلاب الحصول على دبلومة المدرسة الثانوية بالكامل من خلال التعليم عن بعد.
في 1 أبريل 2002، تم نقل مركز اللغة الإنجليزية الدولي من وزارة التعليم إلى هيئة الاتصالات التعليمية في أونتاريو التي تدير أيضًا TVOntario .

## أنظر أيضا
- المجلس الأمريكي للتعليم